# George Fitzmaurice
George Fitzmaurice (* 13. Februar 1885 in Paris; † 13. Juni 1940 in Los Angeles) war ein US-amerikanischer Filmregisseur französisch-niederländischer Abstammung.

## Leben
George Fitzmaurice besuchte in Paris die Kunstakademie um Maler zu werden. Im ersten Jahrzehnt des 20. Jahrhunderts wanderte er in die USA aus, wo er als Bühnenbildner beim Theater begann. 1908 kam er als Drehbuchautor zum Film. Seit 1914 arbeitete er als Regisseur und bewies rasch ein ausgeprägtes Verständnis für visuelle Effekte und elegante Bildkompositionen. Er war zunächst für Paramount tätig, wo er unter anderem The Cheat mit Pola Negri sowie einige wichtige Filme mit dem Superstar jener Tage, Rudolph Valentino, inszenierte. Er zeigte sich hier ästhetisch und technisch besonders innovativ. 1921 und 1922 drehte er zudem zwei Filme in London, zu denen der junge Alfred Hitchcock einige Jahre vor Beginn seiner eigenen Regiekarriere die Zwischentitel zeichnete.
Ab 1925 war Fitzmaurice dann bei Samuel Goldwyn unter Vertrag, wo er maßgeblich für den Erfolg des Leinwandduos Ronald Colman und Vilma Bánky verantwortlich war, die er durch einige sehr aufwändig produzierte Melodramen führte. Er verschaffte sich – ähnlich wie später George Cukor – einen Ruf als Frauenregisseur, der seine Inszenierungen immer auf seine Hauptdarstellerinnen ausrichtete. Mit dem Aufkommen des Tonfilms verhalf er Ronald Colman – dessen Karriere im Gegensatz zu der seiner Partnerin Banky weiterging – zu noch größerem Ruhm, so im eleganten Krimi Raffles, der von Harry d’Abbadie d’Arrast begonnen worden war, und The Devil to Pay.
Von 1931 bis 1938 war George Fitzmaurice Vertragsregisseur bei Metro-Goldwyn-Mayer. Ähnlich wie Richard Thorpe, Jack Conway oder W.S. van Dyke passte er sich dem studioeigenen Stil an und stellte sich in den Dienst des Starsystems. Er arbeitete mit den Topstars des Studios zusammen, so Myrna Loy und Norma Shearer. Vor allem aber führte er 1931 Greta Garbo zu einem ihren größten finanziellen Erfolge: Mata Hari hatte zwar sehr wenig mit dem wahren Leben der Spionin zu tun, aber stellt bis heute ein Musterbeispiel melodramatischer Hollywoodproduktionen jener Tage dar. In den folgenden Jahren wich der Fokus der Filme von George Fitzmaurice von Exotik und Tragik ab. Eine Ausnahme bildet der zu Unrecht weitgehend vergessene Film Wie Du mich wünschst, der relativ frei das gleichnamige Stück des Nobelpreisträgers Luigi Pirandello adaptierte und Greta Garbo neben Erich von Stroheim in einer ungewöhnlichen Rolle zeigt. Stattdessen widmete sich Fitzmaurice nunmehr eher heiteren Filmen, die stets prominent besetzt waren und als Prestigeproduktionen des Studios galten, so etwa Suzy mit Jean Harlow und Cary Grant oder Finale in St. Petersburg mit William Powell und der zweifachen Oscarpreisträgerin Luise Rainer. Diese Filme, die aus heutiger Perspektive als recht unterhaltsame Star-Vehikel gelten dürfen, blieben damals hinter den Erwartungen der Produzenten zurück. Ihr Regisseur fand sich schnell nur noch mit der Arbeit an B-Movies betraut, woraufhin er MGM verließ und sein Lebenswerk mit zwei längst vergessenen Filmen beendete.
Mit seiner zweiten Frau hatte George Fitzmaurice eine 1929 geborene Tochter. Er starb 1940 im Alter von 55 Jahren an einer Blutvergiftung. Seit 1960 erinnert an ihn ein Stern auf dem Walk of Fame.

## Filmografie (Auswahl)
- 1921: Forever
- 1922: Kick In
- 1922: Three Live Ghosts
- 1923: Die Betrügerin (The Cheat)
- 1923: Bella Donna
- 1925: Ein Dieb im Paradies (A Thief in Paradise)
- 1925: Der schwarze Engel (The Dark Angel)
- 1926: Der Sohn des Scheichs (The Son of the Sheik)
- 1927: Nacht der Liebe (The Night of Love)
- 1928: Zeit des Flieders (Lilac Time)
- 1928: Rummelplatz der Liebe (The Barker)
- 1929: The Locked Door
- 1930: Raffles
- 1930: The Bad One
- 1931: Küssen erlaubt (0Strangers May Kiss)
- 1931: The Unholy Garden
- 1931: The Devil to Pay
- 1931: Mata Hari
- 1932: Wie Du mich wünschst (As You Desire Me)
- 1936: Petticoat Fever
- 1936: Suzy
- 1937: Finale in St. Petersburg (The Emperor’s Candlesticks)
- 1937: Live, Love and Learn
- 1938: Arsène Lupin Returns
- 1940: Adventure in Diamonds